# DC Direct
DC Direct è una divisione della DC Comics che si occupa della produzione di oggetti da collezione. DC Direct produce statuine, costumi, action figures, repliche e stampe che vengono distribuite soprattutto in negozi specializzati.

## Action figures
DC Direct ha iniziato a produrre figures a partire dal 1998, quando creò tre figures basate sui personaggi di Mad Magazine. Da allora ha pubblicato diverse centinaia di figures basate su personaggi famosi e meno famosi di proprietà della DC Comics, compresi quelli sotto i marchi Vertigo e WildStorm.
Durante i primi anni i personaggi DC più famosi non vennero riprodotti. Altri fabbricanti di giocattoli possedevano le licenze, e poiché questi accordi erano antecedenti alla creazione di DC Direct, non c'erano clausole nei contratti che permettessero alla DC di produrre delle versioni proprie. DC Direct si concentrò così su personaggi meno noti e serie di fumetti creati per un pubblico adulto come Sandman, Preacher e Transmetropolitan. Da allora, DC Direct ha cominciato a produrre personaggi via via più famosi come Batman, Wonder Woman, Superman, Lanterna Verde, Flash, Batgirl, Aquaman e Robin. Le figures vennero dapprima raggruppate casualmente, poi tematicamente ed ora in raggruppamenti ufficiali che verranno prodotti nel corso dei prossimi anni. Le prime tre serie, pubblicate tutte nel 1999, avevano una variante per ogni figure, ma questa pratica venne presto abbandonata: di queste figures, solo la variante di Morte non è mai stata ripubblicata.
Poiché DC Direct si rivolge principalmente al mercato di negozi di fumetti specializzati, le figures arrivano nei negozi in giorni prestabiliti, una rarità per il mercato dei giocattoli.

### Action figures mai distribuite
In passato era stata proposta una serie di action figures basate sui personaggi della graphic novel di Alan Moore Watchmen, ma queste non hanno mai passato la fase di prototipo. La loro uscita era programmata per luglio 2001 ma non ne uscì neanche una, solo alcune di queste figures furono mostrate durante delle convention estive: queste erano quelle che ritraevano Il Comico, Spettro di Seta e Dr. Manhattan. C'erano ben due diversi prototipi del Dr. Manhattan - uno interamente blu, ed uno con il petto trasparente. Non è noto se altri personaggi come Gufo Notturno, Ozymandias e Rorschach dovessero essere riprodotti come action figures.
Le statuine proposte facevano parte della celebrazione del 15º anniversario della miniserie.  Moore e il disegnatore Dave Gibbons decisero di non prendere parte a qualsiasi manifestazione per l'anniversario, in parte a causa di una lunga disputa sul merchandising dedicato alla serie.